# Tanaostigmodes larsoni
Tanaostigmodes larsoni är en stekelart som beskrevs av Lasalle 1987. Tanaostigmodes larsoni ingår i släktet Tanaostigmodes och familjen Tanaostigmatidae. Inga underarter finns listade i Catalogue of Life.